# Port Hope (Kanada)
Port Hope to miejscowość (ang. town) w Kanadzie, w prowincji Ontario, w hrabstwie Northumberland.
Powierzchnia Port Hope to 278,99 km².
W roku 2001 Port Hope liczyło ok. 11,8 tys. mieszkańców.
W mieście rozwinął się przemysł drzewny, metalowy oraz chemiczny.